# Punctelia roseola
Punctelia roseola är en lavart som beskrevs av Jungbluth, Marcelli & Elix. Punctelia roseola ingår i släktet Punctelia och familjen Parmeliaceae.   Inga underarter finns listade i Catalogue of Life.